# Papegaaitulp
De papegaaitulp (of parkiettulp) is een groep gekweekte tulpenrassen.
De papegaaitulpen zijn ontstaan uit een mutatie van laatbloeiende- en Triumphtulpen. De bloemstelen zijn lang, tot een halve meter toe, en de bloembladen zijn gekarteld. De bloemen zijn groot en de bloemdoorsnede kan tot 15 cm bedragen.
Papegaaitulpen zijn er in tal van uiteenlopende kleuren. Een bekende vorm is 'Black parrot', welke een donkerpaarse, bijna zwarte, kleur bezit.